# Anthony Boucher
Anthony Boucher, egentligen William Anthony Parker White, född 21 augusti 1911 i Oakland, Kalifornien, död 29 april 1968 i Oakland, Kalifornien, var en amerikansk författare. Han skrev flera berömda detektivromaner och dito noveller. Dessutom var han verksam som deckarrecensent i New York Times Book Review. På svenska finns romanen Bakom lås och bom (Nine times nine) samt novellen Mördaren måste stoppas, båda i samma volym 1979. Golgatas 7 (The Case of the Seven of Calvary) utgavs 1938 på Vepe Förlag. En novell finns också översatt i antologin 13 kring mordet.

## Trivia
Boucher var själv sherlockian och The Case of the Baker Street Irregulars utspelar sig bland fanatiska Sherlockianer. Pseudonymen H.H. Holmes, som han även använde som deckarrecensent, skulle därför kunna vara en hyllning till Sherlock Holmes. Men H.H. Holmes var också namnet på en högst verklig mördare.